# They Might Be Giants (filme)
They might be giants (Brasil: Esse louco me fascina / Portugal: Encontro Marcado) é um filme estadunidense de 1971, do gênero comédia, dirigido por Anthony Harvey, roteirizado por James Goldman baseado na peça de sua autoria. Música de John Barry.

## Sinopse
Um juiz, tem uma curiosa peculiaridade, acredita ser Sherlock Holmes, numa busca desesperada por seu inimigo Moriarty. Será analisado e ajudado em suas loucuras por sua psicóloga Dr. Mildred Watson.

## Elenco
- Joanne Woodward ....... Dr. Mildred Watson
- George C. Scott ……. Justin Playfair
- Jack Gilford ....... Wilbur Peabody
- Lester Rawlins ....... Blevins Playfair
- Al Lewis ....... mensageiro
- Rue McClanahan ....... Daisy Playfair
- Ron Weyand ....... Dr. Strauss
- Oliver Clark ....... Mr. Small
- Theresa Merritt	 ……. Peggy
- Jenny Egan ....... Miss Finch
- Jane Hoffman ....... operador do telefone
- Michael McGuire ....... guarda do telefone
- Eugene Roche ....... policial
- James Tolkan ....... Mr. Brown
- Kitty Winn ....... Grace